# Ham Lake
Ham Lake – miasto w Stanach Zjednoczonych, w stanie Minnesota, w hrabstwie Anoka.